# クリプトステファヌス属
クリプトステファヌス属（クリプトステファヌスぞく、学：Cryptostephanus）は、ヒガンバナ科に含まれる属の一つ。クンシラン属と近縁種である。

## 概要
赤道以南のアフリカのタンザニア、ケニア、モザンビーク、ジンバブエ、ナミビア、アンゴラに自生する球根植物である。花は花茎の先端に6～12輪つけ、花色は白色、深紅色があるがいずれの種も小さく目立たない。花はどの種も共通して外花被3枚、内花被3枚の同花被花であり、雄蕊が6本雌蕊が中心に一本ある。形状はアガパンサス属に似た花を付けるヴァンソニー種（C. vansonii）、キルタンサス属の様に花筒が目立つデンシフロールス種（C. densiflorus）平行脈が良く目立つ葉は革質で光沢を持ち、ササの葉に似る。果実は液果で未熟の間は緑色だが、熟すと赤色になる。草丈は30㎝ほどに成長する。

## 栽培方法
日本ではほとんど流通しておらず、栽培例は少ないが、基本的にはクンシランと同じ環境を好む。土壌は腐植が多く排水の良い土壌を好む。春～秋が生育期で、生育期には２週間に１回液体肥料を施肥すると良い。耐寒性に乏しく５℃以下では枯死してしまう。ただし、夏もクンシランと同じように日陰で管理すると葉焼けを防げる。

## 名称について
属名の由来は不明。

## 下位分類
クリプトステファヌス属は３種が認められる。いずれもクンシランに草姿が似ている。
- クリプトステファヌス・ヴァンソニー （Cryptostephanus vansonii）

モザンビーク、ジンバブエに自生する種。本属の中では比較的大きな花を咲かせる。
- クリプトステファヌス・デンシフロールス （Cryptostephanus densiflorus）

アンゴラ、ナミビアに自生する種。花は筒状で小さく深紅色をしている。
- クリプトステファヌス・ハマエンソイデス （Cryptostephanus haemanthoides）

ケニア、タンザニアに自生する種。葉はゲチリス属の様にねじれる。花は漏斗状で長さ２～３㎝ほどになる。種小名の由来は、「ハマエンサス属似た」という意味。